# Aristida patula
Aristida patula är en gräsart som beskrevs av Alvin Wentworth Chapman och George Valentine Nash. Aristida patula ingår i släktet Aristida och familjen gräs.
Artens utbredningsområde är Florida. Inga underarter finns listade i Catalogue of Life.